# Poiroux

Poiroux este o comună în departamentul Vendée, Franța. În 2009 avea o populație de 873 de locuitori.